# The 13th
«The 13th» — первый сингл с альбома «Wild Mood Swings» британской рок-группы The Cure. Данный сингл был выпущен 22 апреля 1996 года.
«The 13th» достиг 15-го места в чарте синглов Соединённого Королевства (Великобритания) и 44-го места в хит-параде «Billboard Hot 100» (США).
На композицию «The 13th» был снят видеоклип, режиссёром которого выступила Софи Мюллер.

## Список композиций
Авторы музыки и слов всех композиций — Роберт Смит, Пэрри Бэмоунт, Саймон Гэллап, Джейсон Купер, Роджер О’Доннэлл.

### CD (UK). Каталожный номер 576 469-2
Fiction Records / Polydor Records
1. «The 13th» (Swing Radio Mix) — 4:16
2. «It Used to Be Me» — 6:57
3. «The 13th» (Killer Bee Mix) — 4:17

### CD (UK). Каталожный номер 576 493-2
Fiction Records / Polydor Records
1. «The 13th» (Two Chord Cool Mix) — 4:09
2. «Ocean» — 3:29
3. «Adonais» — 4:11

### CD (US). Каталожный номер 66036-2
Elektra Records
1. «The 13th» (Two Chord Cool Mix) — 4:09
2. «Ocean» — 3:29
3. «It Used To Be Me» — 6:57
4. «The 13th» (Killer Bee Mix) — 4:16

## Участники записи
- Роберт Смит — вокал, гитара
- Пэрри Бэмоунт — гитара
- Саймон Гэллап — бас-гитара
- Джейсон Купер — ударные
- Роджер О’Доннэлл — клавишные